# Élection présidentielle sud-africaine de 1999
L'élection présidentielle sud-africaine de 1999 a été organisé, conformément à la Constitution, dans le cadre d'un scrutin présidentiel indirect qui confie aux 400 nouveaux députés du parlement la tâche d'élire le chef d’État sud-africain.
Au sein de la nouvelle Assemblée issue des élections législatives du 2 juin 1999, l'ANC est sorti largement majoritaire avec 266 sièges, contre 38 au Parti démocratique et 28 au Parti national.
En l'absence de toute autre candidature, Thabo Mbeki, chef de l'ANC, a été déclaré le 14 juin 1999, président de l'Afrique du Sud par le parlement, sans même avoir besoin de recourir au vote.